# Década de 130
Séculos: (Século I - Século II - Século III)
Décadas: 80 90 100 110 120 - 130 - 140 150 160 170 180
Anos: 130 - 131 - 132 - 133 - 134 - 135 - 136 - 137 - 138 - 139